# Michel Vionnet
Michel Vionnet est un ingénieur du son français né  le 7 mai 1939 à Aubervilliers et mort le 6 octobre 2018 à Saint-Martin-des-Champs dans le Cotentin,.

## Biographie
Michel Vionnet a fait partie, à la fin des années 1960, de l'équipe française chargée de l'encadrement du personnel du Centre malgache de production de films éducatifs.
Il a collaboré à plusieurs reprises avec Marguerite Duras, Patrice Chéreau et surtout Benoît Jacquot.

## Filmographie partielle
- 1975 : Les Bijoux de famille de Jean-Claude Laureux
- 1975 : India Song de Marguerite Duras
- 1977 : Le Camion de Marguerite Duras
- 1979 : La Fille de Prague avec un sac très lourd de Danielle Jaeggi
- 1979 : Roberte de Pierre Zucca
- 1979 : Le Navire Night de Marguerite Duras
- 1979 : Je te tiens, tu me tiens par la barbichette de Jean Yanne
- 1979 : La Dérobade de Daniel Duval
- 1981 : La Fille prodigue de Jacques Doillon
- 1981 : Les Ailes de la colombe de Benoît Jacquot
- 1983 : L'Homme blessé de Patrice Chéreau
- 1983 : Vive la sociale ! de Gérard Mordillat
- 1984 : Frankenstein 90 d'Alain Jessua
- 1985 : Les Enfants de Marguerite Duras
- 1986 : Corps et Biens de Benoît Jacquot
- 1987 : Hôtel de France de Patrice Chéreau
- 1988 : La Boutique de l'orfèvre (en) (The Jeweler's Shop) de Michael Anderson
- 1988 : Alouette, je te plumerai de Pierre Zucca
- 1989 : Baptême de René Féret
- 1989 : Rébus (Rebus) de Massimo Guglielmi (it)
- 1989 : Les Maris, les Femmes, les Amants de Pascal Thomas
- 1990 : La Désenchantée de Benoît Jacquot
- 1991 : La Note bleue d'Andrzej Żuławski
- 1992 : Promenades d'été de René Féret
- 1995 : En avoir (ou pas) de Laetitia Masson
- 1995 : La Fille seule de Benoît Jacquot
- 2002 : Un moment de bonheur d’Antoine Santana
- 2002 : L'Idole de Samantha Lang
- 2004 : Princesse Marie de Benoît Jacquot (TV)
- 2004 : À tout de suite de Benoît Jacquot
- 2005 : La Ravisseuse d'Antoine Santana

## Distinctions
- César du meilleur son 1976 : nomination pour India Song[4]